# Pimpinella serbica
Pimpinella serbica är en växtart i släktet bockrötter (Pimpinella) och familjen flockblommiga växter. Arten är en perenn ört som förekommer på västra Balkan.